# Plosjtsjad Revoljoetsi (metrostation Moskou)
Plostsjad Revoljoetsi (Russisch: Площадь Революции) is een station aan de Arbatsko-Pokrovskaja-lijn van de Moskouse metro. Het ligt tussen de stations Arbatskaja en Koerskaja in de wijk Tverskaja van het Centrale Administratieve District van Moskou. Het betreft een pylonenstation met in dit geval een diepe fundering. Het station is genoemd naar het bovenliggende Revolutieplein dat tot 1918 Wederopstandingsplein heette.
Op 13 maart 1938 werd het station geopend als onderdeel van de tweede fase van de bouw van de metro. Het is het 15e station van de metro en door het opheffen van de splitsing in lijn 1 en de koppeling van de westtak naar Kievskaja aan de tunnel naar Koerskaja ontstond de zelfstandige lijn 3, als tweede metrolijn. Het station is het werk van de architect A. Doesjkin en is aangemerkt als cultureel erfgoed. In afwachting van de opening van lijn 2 konden overstappers tussen de twee lijnen gebruik maken van de middenhal van Plostsjad Sverdlova om Ochotny Rjad te bereiken. Samen met deze stations aan de lijnen 1 en 2 vormt ze sinds eind 1938 het belangrijkste overstappunt in het centrum van de stad en deelt het westelijke toegangsgebouw met lijn 2.

## Geschiedenis
De geschiedenis van het station is nauw verbonden met het ontwerp van de z.g. Pokrovski Radius tussen het Kremlin en Izmailovo in het oosten van de stad. De plannen voor het tracé zijn meerdere malen herzien. In de plannen van 1932 was een tracé opgenomen van de Biblioteka Imeni Lenina naar de Iljinski-poort, ongeveer ter hoogte van het huidige station Kitaj Gorod, en dan verder naar het oosten. Hierbij was voorzien in een station onder het Rode Plein waar zou kunnen worden overgestapt op de Tagansko-Tver-lijn en de Dzjersinski-Zamoskvoretskaja-lijn.
In 1934 werd besloten om het centrale overstapstation onder het Rode Plein niet te bouwen en het knooppunt in noordelijke richting tot onder het Theaterplein te verplaatsen. Hierop verschenen ook de plannen voor het station Revolutieplein en het verdere traject naar het oosten via de stations Iljinskipoort en Pokrovskipoort, waar de lijn haar naam aan dankt, naar Izmailovo. Hierbij is besloten om dit traject via het station Komintern te verbinden met de westtak van de eerste metrolijn naar Smolenskaja. De stations Iljinskipoort en Pokrovskipoort werden geschrapt en het tracé werd zonder tussenstations en een stuk ten zuiden van de Pokrovskipoort aangelegd om door een 2,3 km lange tunnel direct bij het spoorwegstation Koerskaja uit te komen.
Voor het station werd een ontwerpwedstrijd uitgeschreven die door Aleksej Doesjkin werd gewonnen. De bouw van het traject begon in 1935 en werd in januari 1938 afgerond. Op 13 maart 1938 kon de tunnel tussen Komintern en Koerskaja in gebruik worden genomen en reden de metros rechtstreeks tussen de spoorwegstations Koerskaja en Kievskaja.

In 1946 werd een extra verbinding naar het perron van Teatralnaja gebouwd via trappen in de middenhal. Het toegangsgebouw aan de oostkant van het perron werd op 21 december 1947 geopend aan de Bogojavlenskistraat. In 1974 werd nog een rechtstreekse verbinding tussen de middelhal en het zuidelijke perroneinde van Teatralnaja gerealiseerd.
Nadat in 1941 een bom insloeg in de metrotunnel tussen Arbatskaja en Smolenskaja bleek de kwetsbaarheid van de strategisch belangrijke metro. Hierom werd besloten om de tunnel onder de Arbat te vervangen door een dieper gelegen tracé. Dat tracé verving de metro tussen, het in 1946 in Kalininskaja omgedoopte, station Komintern en Kievskaja. Het vooroorlogse tracé werd op 5 april 1953 gesloten. Al in 1958 werd het vooroorlogse tracé heropend en vormde, samen met de nieuwe westlijn, de Filjovskaja-lijn (lijn 4). Van 25 juni 2002 tot 25 december 2003 was het westelijke toegangsgebouw gesloten om de roltrappen uit 1938 te vervangen.
Sinds maart 2007 is een draadloze internetverbinding (Wi-Fi) beschikbaar in het station.
Van 8 december 2008 tot 29 maart 2010 was het oostelijke toegangsgebouw gesloten voor groot onderhoud. Ter gelegenheid van de heropening zijn in 2010 herdenkingskaartjes uitgegeven.

Het metrocomplex onder het Theaterplein. Rood = Ochotny Rjad, Groen = Teatralnaja, Blauw = Plostsjad Revoljoetsi
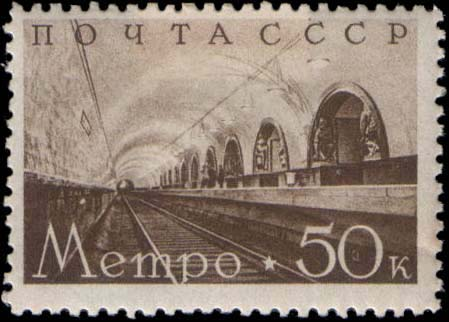
Postzegel uitgegeven ter gelegenheid van de opening in 1938
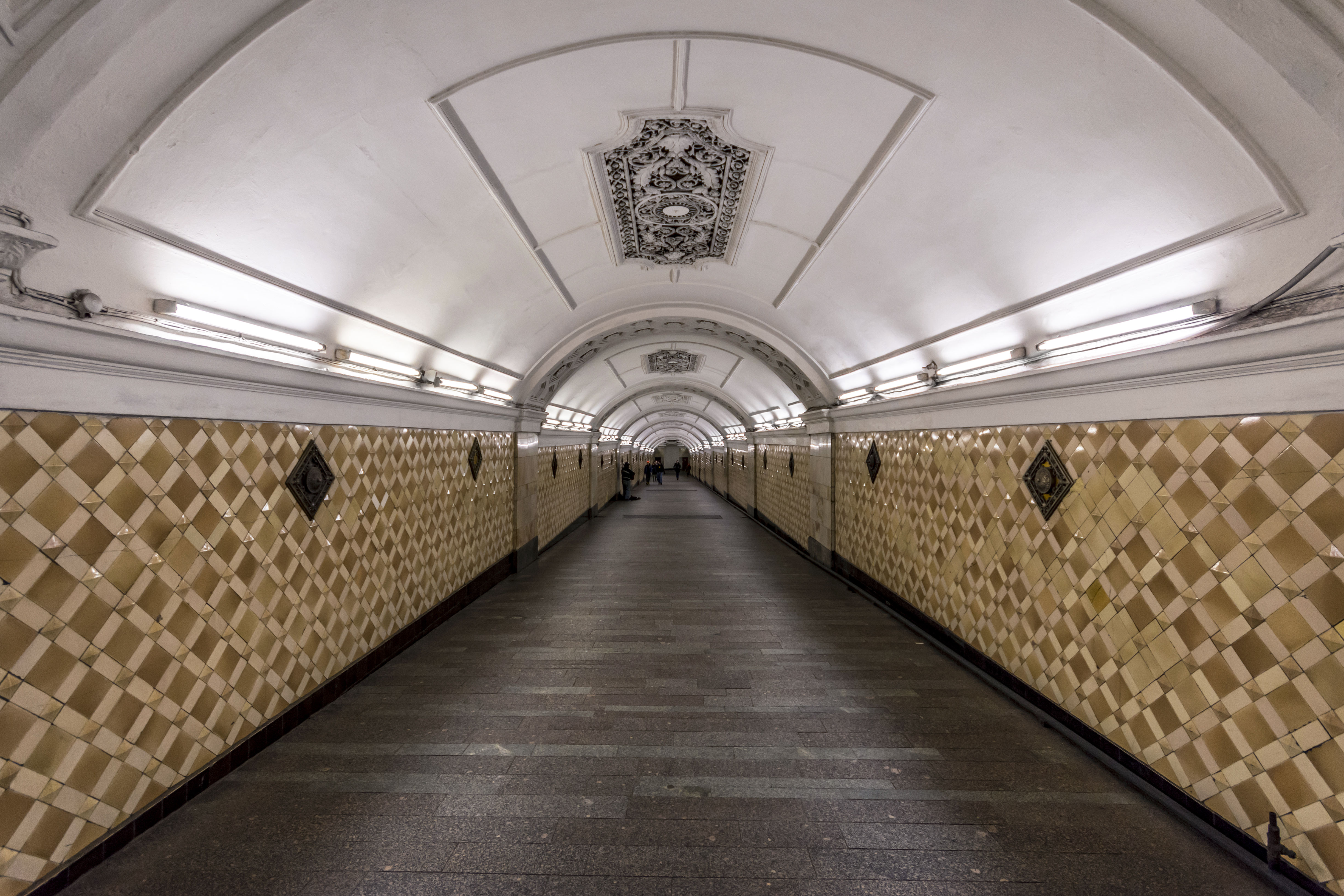
De verbindingstunnel tussen Plosjtsjad Revoljoetsi en Teatralnaja uit 1946

## Technische specificaties
Het station is ontworpen als een pylonenstation met driebuizen en ligt op 34 meter diepte. Het is afgeleid van een standaard ontwerp voor de tweede fase van de metro. Het station bestaat uit drie evenwijdige tunnels, met elk een de dwarsdoorsnede van 9,5 meter. De tunnels zijn bekleed met gietijzeren elementen van 60 centimeter breed, iedere schachtring bestaat uit 18 elementen. De totale breedte van de perrons en de middenhal is 22,5 meter; de afstand tussen de sporen 25,4 meter. De middenhal is 5,3 meter hoog. Het perron ligt 1,1 meter boven de kop van de spoorstaven. De totale lengte van het perron is 155 m. De middenhal is via 2,8 meter lange doorgangen, die ontworpen zijn als ijzeren buis, met de perrontunnels verbonden. Aan iedere kant van de middenhal zijn acht van dergelijke doorgangen. De doorgangen zijn 3 meter breed en 3,35 meter hoog Onder het perron liggen aan beide uiteinden kelders voor ventilatie doeleinden De tunnels voor de roltrappen zijn geboord onder een hoek van 30°. Ze zijn gemaakt van gietijzeren buizen en hebben een diameter van 7,9 meter. Aan elk einde van het station zijn afsluitbare keerwanden aangebracht waarmee in geval van overstroming of oorlog het station hermetisch afgesloten kan worden. Aan de noordkant van de middenhal staat een noodoproep zuil. Kilometerpaal PK08 + 25,3 bevindt zich midden tussen de aangrenzende tunnels richting Koerskaja naar het oosten en Arbat in het westen.

## Architectuur en vormgeving
Het station kent twee toegangsgebouwen, het westelijke uit 1938 ligt aan het Revolutieplein en wordt gedeeld met Teatralnaja, Het oostelijke werd geopend op 21 december 1947.

### Toegangsgebouw West
Het westelijke toegangsgebouw werd, net als het ondergrondse deel, ontworpen door A. Doesjkin.
Doesjkin moest bij zijn ontwerp rekening houden met een toekomstige integratie van het station in de nieuw te bouwen grote bioscoop die aan het Theaterplein zou worden opgetrokken. De stationshal moest dan ook zo gebouwd worden dat deze zelfstandig binnen een groter gebouw kon functioneren en ook tijdens de bouw van de bioscoop geopend kon blijven. De ingang wordt gekenmerkt door zes vierkante zuilen bekleed met donker Labrador marmer. De buitenmuren zijn bekleed met witte kalksteen uit de buurt van Moskou.
Vanaf de ingang gaan de reizigers linksaf door een korte gang naar een ovale hal, door deze constructie zouden de reizigers geen hinder ondervinden van de bouw van de grote bioscoop boven op het station.
Het interieur van het westelijke toegangsgebouw is vrij eenvoudig van ontwerp. De muren bij de roltrappen zijn bekleed met donker "Sadachlo" marmer, de muren van de centrale hal met donkergeel "Buchan-Janko". De vloer is bedekt met graniet en aan het plafond verzorgen hanglampen de verlichting. In de hal staat een borstbeeld Lenin.
Begin jaren 1970 vond een verbouwing plaats waarbij op de oorspronkelijke de kassa werd verplaatst. Wie goed kijkt kan nog de letters verboden toegang zien boven de voormalige toegang tot de kassiersruimte zien. Er zijn toen ook bij de in en uitgang tourniquets geplaatst die in 2009 zijn vervangen door geheel nieuw ontwerp met glazen deuren.
De roltrappen naar de perrons van Plostsjad Revoljoetsi en Teatralnaja beginnen in een grote ovale hal die onder de toekomstige bioscoop zou komen. De roltrappen uit 1938 werden in 2004 vervangen door drie nieuwe van het type ET-3M en voorzien van roestvrijstalen balustrades.

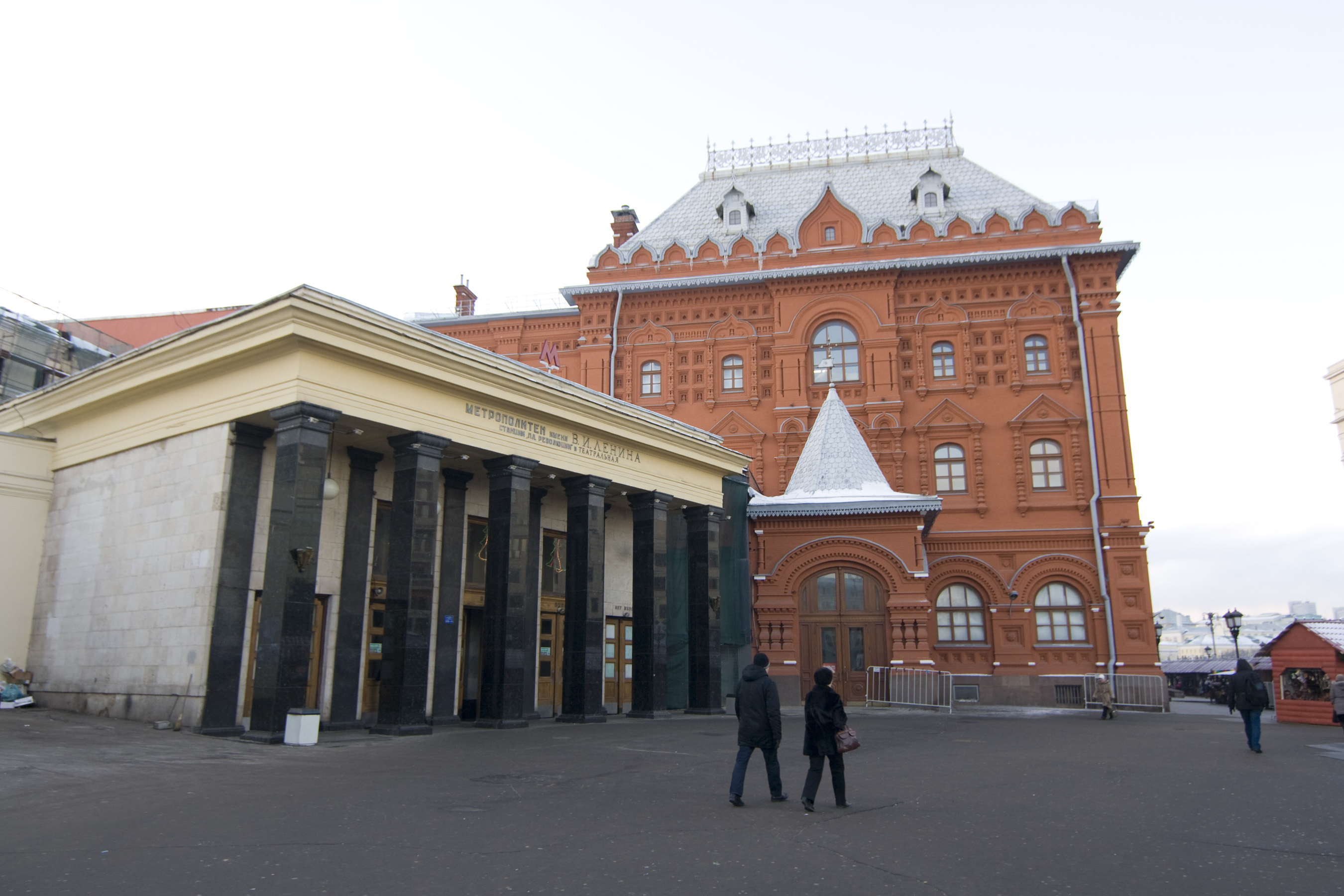
Het westelijke toegangsgebouw aan het Revolutieplein
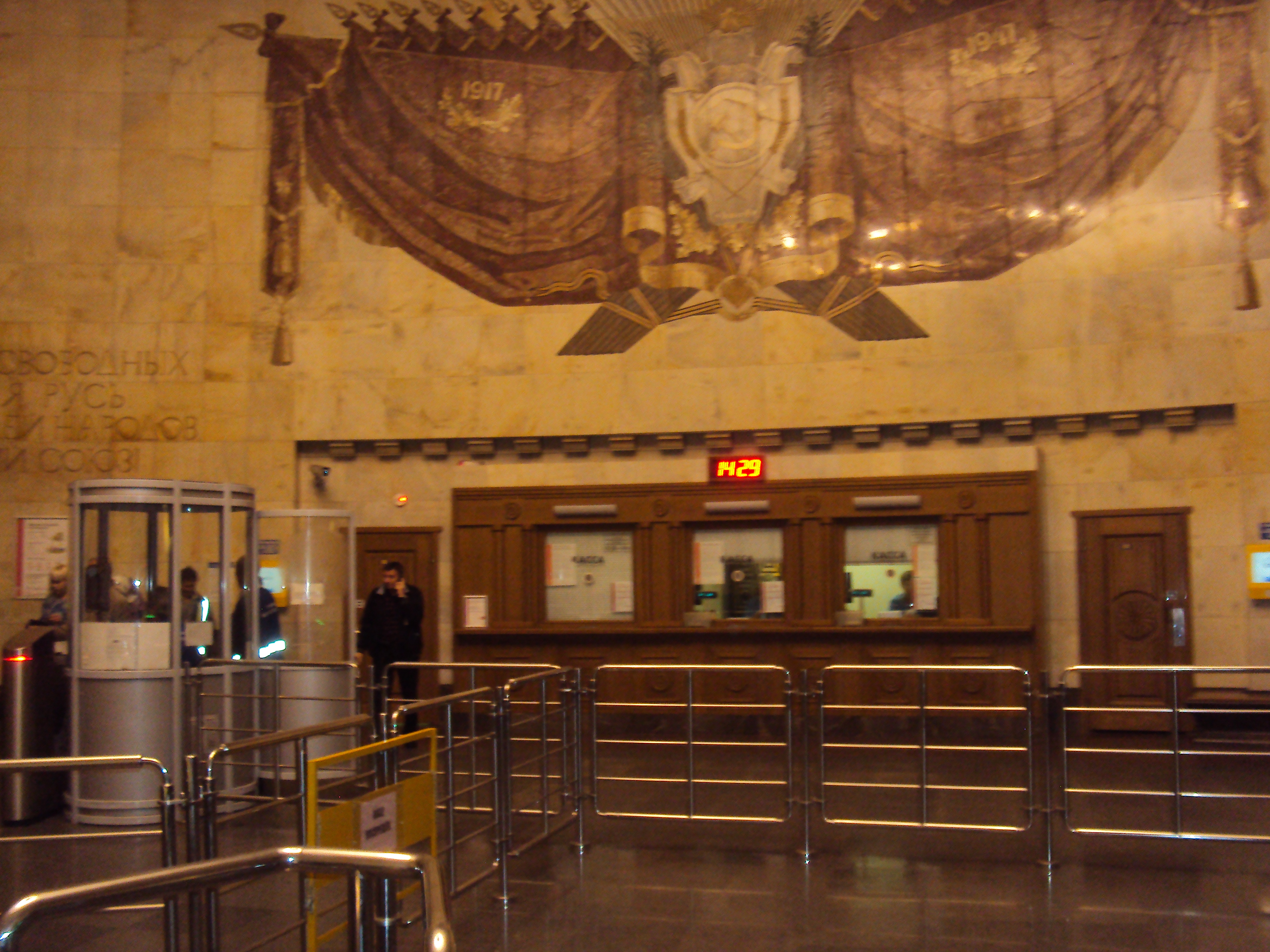
Het mozaïek boven de kassa ter viering van 30 jaar revolutie in 1947
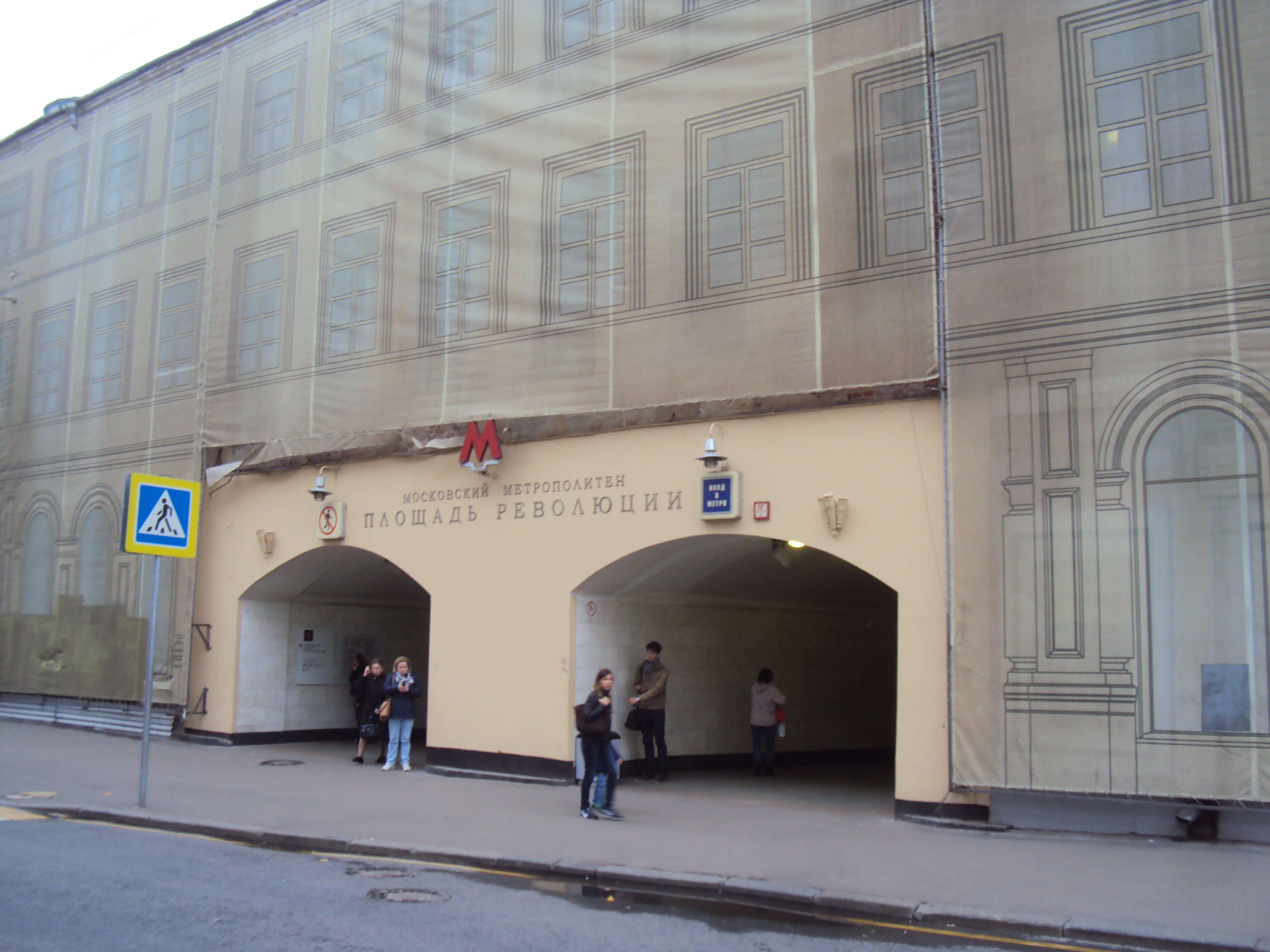
Het oostelijke toegangsgebouw in de Bogojavlenskistraat

### Toegangsgebouw Oost

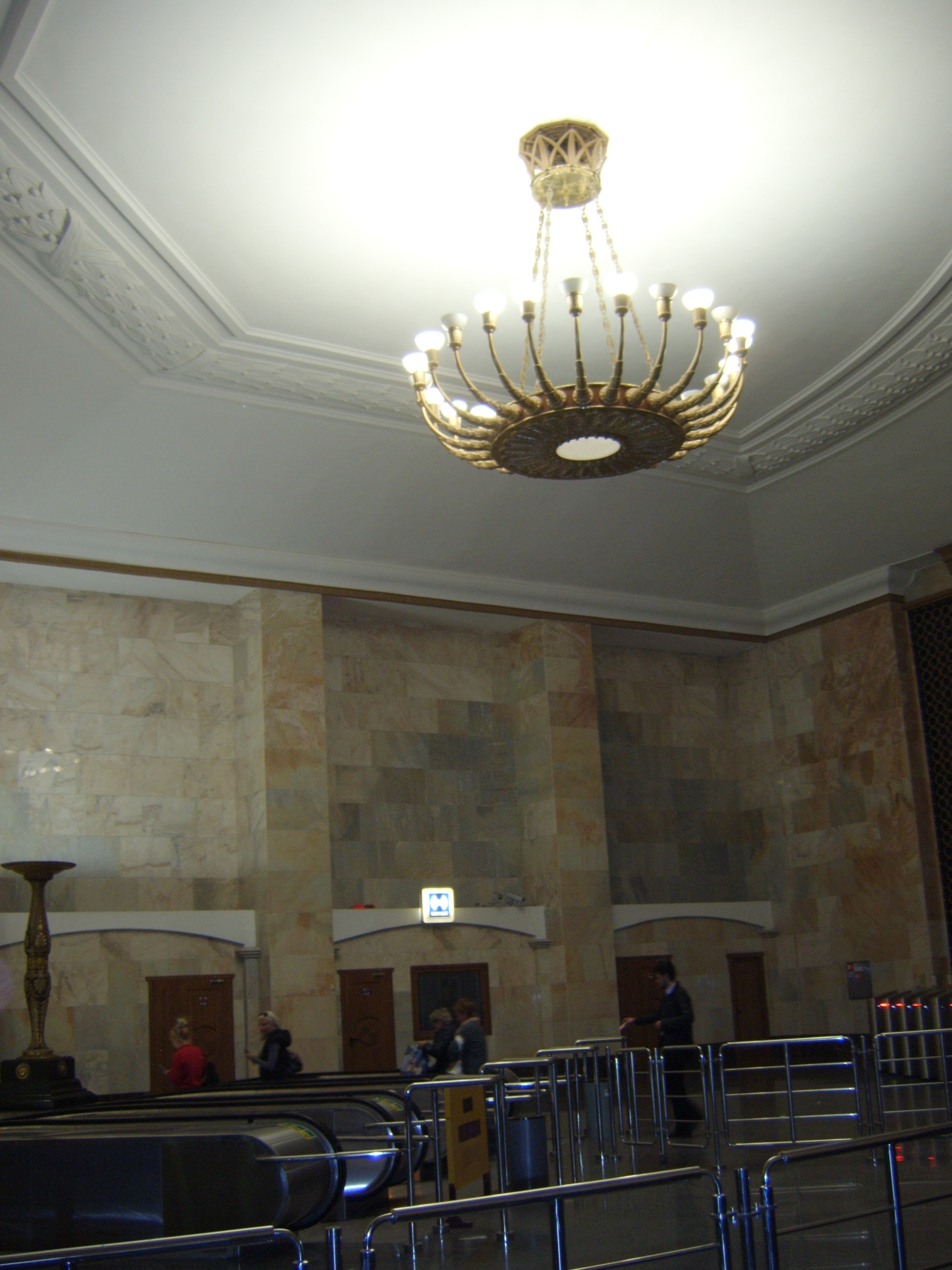
Het interieur van de oostelijke toegang

Het oostelijke toegangsgebouw is opgenomen in de beganegrond van een huizenblok aan de Bogojavlenskistraat. Aan de achterzijde van het huizen blok bevindt zich een halfronde hal met kantoren en de bovenkant van de roltrap naar de perrons. Het gebouw is ontworpen door de architecten YP Zenkevich Doesjkin en N. Demchinskii.
De muren zijn bekleed met grijs-wit marmer. Tegenover de roltrap bevinden zich de kassa's met daarboven een mozaïek voor de dertigste verjaardag van de Oktoberrevolutie: Het mozaïek van V.F. Borodichenko bestaat uit een schild met de hamer en sikkel geflankeerd door scharlaken banieren met de jaartallen 1917 en 1947. Naast het mozaïek is de tekst van het Sovjet volkslied, volgens de versie die in 1943 is vastgesteld, in het marmer gegraveerd.
In de hal zorgt een kroonluchter met 24 lampen voor de verlichting, daarnaast worden de roltrappen geflankeerd door bronzen sokkels die aan de bovenzijde zijn voorzien van grote schotels met daarin verlichting.
Van buiten maakt het oostelijke toegangsgebouw een bescheiden indruk op de binnenplaats van het 5e district van de regio Tver (adres:. Epiphany Laan, 3/5, blz 1c). De oostelijke toegang was al opgenomen in het Algemeen Plan voor de herbouw van Moskou uit 1935, waarbij naast de huidige ingang nog een tweede ingang was gepland aan de Nikolskajastraat.
Het oostelijke toegangsgebouw werd op 8 december 2008 gesloten ter renovatie. In het station waren al eerder werkzaamheden aan de roltrappen en het gebouw uitgevoerd maar groot onderhoud van het hele gebouw werd voor het eerst uitgevoerd. Na afloop van het onderhoud werd het toegangsgebouw zonder problemen op 29 maart 2010 heropend. De plechtigheden voor de officiële opening werden echter afgelast als gevolg van de Aanslagen in de metro van Moskou 2010 die een paar uur voor de geplande officiële opening plaatsvonden. De drie roltrappen werden vervangen door drie van het type E55T. Tijdens de renovatie werden diverse onderdelen van dit architectonische monument beschadigd en vervangen door replica's die slechts een zwak aftreksel zijn van het origineel.

### Ondergronds

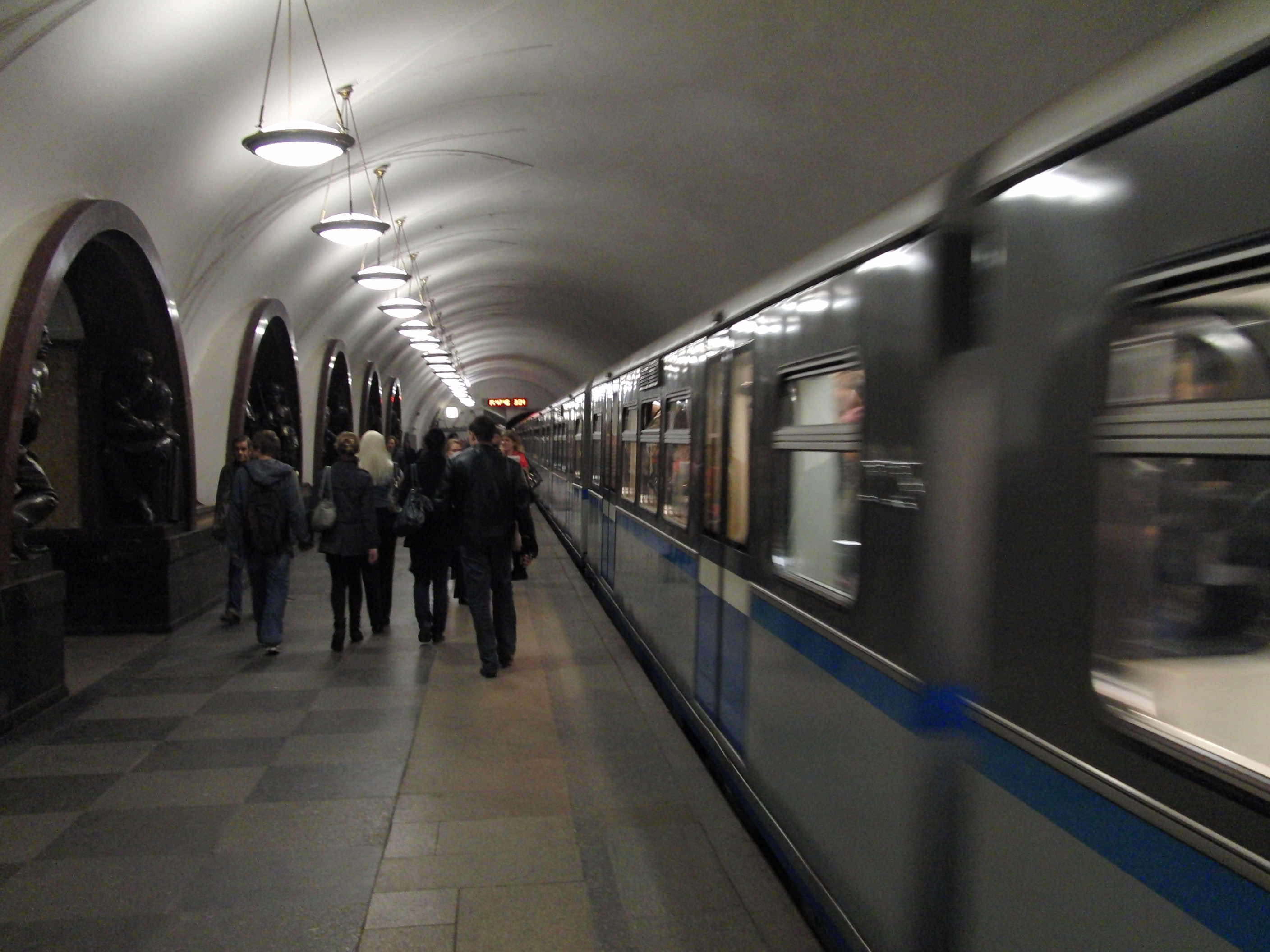
Het perron

Het thema van het station is de Russische revolutie en de twintig jaren daarna. Architect A. Doesjkin heeft dit in het ontwerp verwerkt door een synthese van architectuur en beeldhouwkunst. Door middel van een valse archivolt als afdekrand op de doorgangen tussen de drie tunnels heeft de architect een suggestie van inkrimping bereikt. In het ontwerp spelen, net als bij andere ontwerpen van Doesjkin, lichteffecten een grote rol. Het was de bedoeling om op de hoeken van de doorgangen nissen te maken om reliëfs, die het thema uitbeelden, aan te brengen.
De resultaten van een ontwerpwedstrijd bevielen noch de architect noch de leiding van Metrostroi, het metrobedrijf. Daarom werd de beroemde beeldhouwer M. Mainzer aangezocht voor een oplossing. Hij stelde voor om echte beelden in plaats van reliëfs te plaatsen. Doesjkin was hier tegen maar Metrostroi volgde Mainzer.
Als gevolg van deze beslissing moest het belichtingsplan ook voorzien in een goede uitlichting van de beelden. Voor de middenhal werd gekozen om twee rijen schotels met lampen aan het plafond te hangen, boven de perrons werd één rij van deze schotels opgehangen. De gewelven van het station zijn wit gepleisterd waardoor een goed lichtpatroon is bereikt.
De middenhal werd oorspronkelijk geplaveid met marmeren vierkanten afwisselend van lichtgrijs "Buchan-Yanko" marmer en donkergrijs "Ufalei" marmer. Later werd het marmer vervangen door donkergrijs en zwart graniet. De plinten waren aanvankelijk van asfalt en zijn later vervangen door zhezhelevskim graniet en labradoriet. De muren langs het spoor zijn bekleed met blokken donkergrijs Ufalei marmer en een kroonlijst van rood "Shrosha».
De oostelijke eindwand van de middenhal was oorspronkelijk versierd met bas-reliëf van "Stalin en Lenin". Stalin werd afgebeeld met in zijn hand de Grondwet van de Sovjet-Unie. In 1947 werd het bas-reliëf verwijderd om de bouw van de roltrap naar het oostelijke toegangsgebouw mogelijk te maken. Het bas-reliëf werd verplaatst naar de eindwand in station Paveletskaja van de ringlijn. In de jaren 60 werd het reliëf ook daar verwijderd in het kader van de destalinisatie.
Aan de uiteinden van de perrons staan originele eiken banken tegen de muur. Op de zijwanden zijn bronzen pijlen met het opschrift "Uitgang naar de stad" aangebracht, het zijn de oudste wegwijzers in de Moskouse metro.
De bogen zijn gemaakt van massief marmer dat met behulp van pasmallen uit marmeren blokken gezaagd is. De archivolt rust op goudgeaderde platen zwart marmer, uit de groeves bij het Armeense Ararat, die tevens dienen als sokkel voor de beelden. De archivolt is aan de binnenkant beleed met donkerrood shroshamarmer. Tussen de bogen bevinden zich ventilatieroosters met indirecte verlichting. De doorgangen zijn bekleed met geel-roze marmer-achtige “Bink Jankoi” kalksteen met een lijst van Shroshamarmer en daaronder blauwgrijs "Ufaleya" marmer.

### Beeldhouwwerken

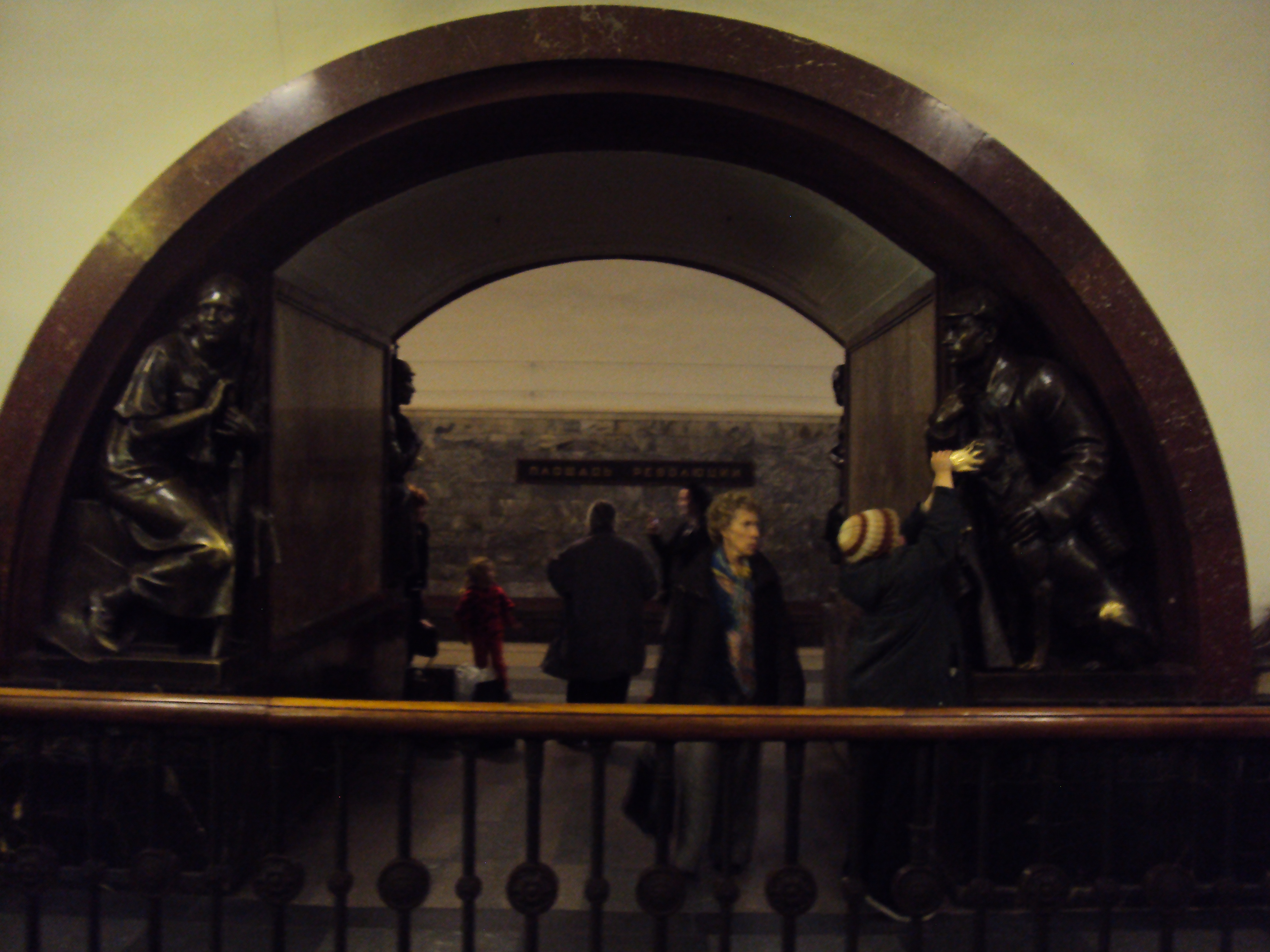
Een van de doorgangen met beelden

Op de sokkels in de hoeken van de doorgangen zijn in totaal 76 bronzen beelden geplaatst die het Sovjet-volk representeren. De beelden werden gemaakt in de werkplaats van de Leningradse kunstgieterij onder leiding van vooraanstaande beeldhouwer M. Manizer. Het beeldhouwers team bestond uit: A.A. Divin, AA Plikays, LK Zhdanov, G F Vetyutnev, I. Ivanov, G. E. Falco, M.A. Vladimir en V.A. Puzyrevsky. Toen het station werd opgeleverd met 80 beelden maar in verband met de bouw van de keerwand aan de oostzijde, in 1947, werden vier beelden verwijderd. Er zijn twintig verschillende beelden waarvan er 18 met vier en 2 met 2 exemplaren zijn vertegenwoordigd.
In 1941 werden de beelden uit het station “geëvacueerd” naar Centraal-Azië. In 1944 werden de beelden herplaatst. De beelden liepen schade op en van enkele waren er slechts verspreide delen - hoofd, torso, handen, armen en andere delen. Omdat van alle beelden vier exemplaren waren gemaakt kon e.e.a. volledig worden hersteld
De beelden in chronologische volgorde van de gebeurtenissen van oktober 1917 tot december 1937:
- 'Boog I' 
  - Revolutionaire Arbeider (boog op de borst) met een geweer en een granaat.
  - Revolutionaire soldaat met een geweer.
- 'Boog II' 
  - De boer op sandalen met een wapen.
  - Revolutionaire zeiler met een revolver.
- 'Boog III' 
  - Parachutist van DOSAAF
  - Seingever van het slagschip "Marat."
- 'Boog IV' 
  - Scherpschutster met een luchtbuks.
  - Een grenswacht met een hond.
- 'Boog V' 
  - Stachnov arbeider met een drilboor.
  - Jonge ingenieur. In zijn linkerhand houdt hij een tandwiel, en in de rechter een kompas.
- 'Boog VI' 
  - Bediende met kip en haan.
  - Landbouw-monteur.
- 'Boog VII' 
  - Student.
  - Een student met een boek.
- 'Boog VIII' 
  - Discuswerper.
  - Voetballer.
- 'Boog IX' 
  - Vader met baby.
  - Moeder met baby.
- 'Ingemetselde boog.'  Beelden alleen aan de perronzijde.
  - Pioniers-modelvliegtuigen.
  - Pioniers geografen.

Alle beelden, behalve de pioniers, zijn zittend, bukken of knielend om ze in te passen op de hoeken van de bogen. Hierom werd ook gezegd dat het Sovjet-volk werd uitgebeeld, "het is allemaal of zitten of knielen». De beelden zijn om deze onnatuurlijke houding bekritiseerd, maar Stalin vond het prachtig.
Voor het beeld van de seingever van het slagschip Marat poseerde marine cadet O.I. Roedakov. (In 1953 danste hij als inmiddels Kapitein 1e klas een wals met de Britse koningin Elizabeth II op de dag van haar kroning.
Voor de revolutionaire matroos stond Alexei Nikitenko van het Instituut voor de Marine in Leningrad. Hij was bevelvoerder tijdens de Sovjet-japanse oorlog en eindigde zijn dienst in de rang van Kapitein 1e klas.
Deze twee beelden werden door Manizer zelf gemaakt, de rest is onder zijn leiding gemaakt door een van zijn beste leerlingen, Alexei Divin.
Voor het beeld van de student stond Arkadi Gidrat (1911-1941) model. In 1930 studeerde hij en daarna doceerde aan de Russische Staats Universiteit voor lichamelijke opvoeding, sport, jeugd en toerisme. Hij was meervoudig kampioen van de Sovjet-Unie en recordhouder in hoogspringen. Hij nam deel aan de Sovjet-Finse Oorlog (1939-1940) en de Tweede Wereldoorlog. Hij sneuvelde in 1941 tijdens de slag om Sinjavino.
Diverse verhalen schrijven de beelden in het station magische eigenschappen toe en er zijn dan ook verschillende bijgeloven ontstaan. Bijvoorbeeld, als 's morgens vroeg de vlag van de seingever van de "Marat" wordt aangeraakt volgt een goede dag. Dezelfde overtuiging bestaat met betrekking tot de revolvers van de revolutionaire matrozen. Degenen die op weg zijn naar een afspraakje wordt aangeraden de bronzen schoenen van het meisje aan te raken, maar in geen geval de bronzen haan en al helemaal niet de snavel. Studenten moeten voor het afleggen van een examen over de neus wrijven van de hond van de "grenswachten met een hond", daardoor schitteren de neuzen van de honden maar wordt het brons steeds dunner. Als gevolg van het bijgeloof zijn dus veel beelden beschadigd.

### Overstappen
Voor de overstappers tussen Plosjtsjad Revoljoetsi en Teatralnaja is onder leiding van de architect N. Andrikanis een verbindingstunnel gebouwd tussen het midden van de middelhal van Plosjtsjad Revoljoetsi en het zuidelijke perron einde van Teatralnaja. De tunnel werd geopend op 9 mei 1946 en heeft de overwinning als thema. In de tunnel zijn bas-reliëfs aangebracht met vaandels en wapens. Op de blinde muur aan het begin van de tunnel is een bas-reliëf met de tekst Onze zaak is rechtvaardig - we hebben gewonnen, de naam van Stalin die ook op de muur stond is bij de destalinisatie verwijderd. Het gewelf van de verbindingstunnel is voorzien van sierstucwerk en de muren zijn bekleed met gele en witte tegels en metalen vierkanten. Aanvankelijk waren in de tunnel hanglampen opgehangen voor de verlichting, deze zijn inmiddels vervangen door tl-buizen boven op de tegelwanden. Aan het eind van de tunnel is een bas-reliëf met de openingsdatum geplaatst.
In 1974 is een tweede verbindingstunnel gebouwd om de overstappers van Teatralnaja naar Plosjtsjad Revoljoetsi af te handelen. De tunnel uit 1946 verzorgd sindsdien alleen de reizigers in tegenovergestelde richting. Voor deze tunnel zijn in het midden van het perron van Teatralnaja twee bruggen van 2,9 meter breed over het spoor in noordelijke richting gebouwd. De tunnel loopt vervolgens parallel aan het spoor naar drie 7,8 meter lange roltrappen naar boven om via een tunnel boven die van 1946 de trappen aan de westkant van het perron van Plosjtsjad Revoljoetsi te breiken.
Hoewel Ochotny Rjad ook deel uitmaakt van hetzelfde metrocomplex is er geen directe verbinding met de perrons aldaar en moeten overstappers nog altijd gebruik maken van Teatralnaja.

## Verbindingssporen
Nabij het station liggen twee verbindingssporen die de Arbatsko-Pokrovskaja lijn met andere lijnen van de metro van Moskou verbinden. Tijdens de rit richting Arbatskaja is de dubbelsporige verbinding naar "Alexandrovski Sad" zichtbaar. Het is het enige bewaard gebleven dubbelsporig verbindingsspoor van de Moskouse metro. Van 1938 tot 1953, toen lijn 3 nog bovenover reed, was dit de reguliere route voor alle treinen naar het westen. Tot 1997 werden metro's soms van de Arbatsko-Pokrovskoja naar de Filjevskaja lijn overgebracht met passagiers als in het depot Izmailovo samengestelde treinen 's nachts werden geparkeerd op de opstelsporen bij Kievskaja. Sinds 1997 is het vervoer van passagiers op alle verbindssporen verboden. verband takken werden verboden. Het andere verbindingsspoor bevindt zich vlak ten oosten van het station in de noordelijke buis en vormt een verbinding met de Zamoskvoretskaja-lijn. Bij het station zijn 3 wissels. Het verkeer wordt halfautomatisch afgewikkeld en gecontroleerd vanuit de seinpost van Teatralnaja.

## Bezienswaardigheden
In de buurt van het metrostation "Plein van de Revolutie" is een groot aantal attracties:
In de buurt van de westelijke toegang: 
- Rode Plein
- Graf van de Onbekende Soldaat
- Nationaal Historisch Museum (Moskou)
- Hotel "Metropol"
- GOeM
- Winkelgalerij Ochotny Rjad

In de buurt van de oostelijke toegang: 
- Musical theater BA Pokrovsky
- De oude Koopmanshal